# Естественный автомат
Естественный автомат (интеллект) — термин, используемый в кибернетике при сравнении различий человеческого интеллекта и искусственного интеллекта. Под естественным автоматом понимается нервная система, самовоспроизводящиеся и самоисправляющиеся системы, а также организмы в эволюционном и адаптивном аспекте . Как правило, естественный автомат противопоставляют искусственному автомату, и Джон фон Нейман и Норберт Винер (основоположники кибернетики) сделали достаточно полное их сравнение.
Термин "естественный автомат" был придуман еще в XVII веке как противопоставление автомату искусственному, созданному руками человека.

## Информационные отличия
Как правило выделяют следующие:
- Живые организмы представляют собой системы смешанного типа, включающие как аналоговые, так и цифровые процессы;
- Размеры, скорость, энергетические потребности, надежность, устойчивость — эти различия отражаются в организации систем. Естественные автоматы работают в основном по параллельному принципу, а искусственные по последовательному.
- Человек представляя собой естественный автомат, превосходит по сложности любой из искусственных автоматов, созданных до сих пор. Само понятие сложности здесь требует строго определения. И теория автоматов должна была связать логическую организацию сложных автоматов с их поведением.

## Физиологические отличия
С точки зрения физиологии, основное отличие естественного интеллекта от искусственного в том, что у него есть эмоции, определяющие мотивацию его поведения . В мозге человека много различных нейромедиаторов и гормонов, вызывающих различные ощущения — чувство страха, радости, агрессии и сна, которых нет в искусственном интеллекте.